# Doibani I
Doibani I, in russo Dojbany (Дойбаны)  è un comune della Moldavia controllato dalla autoproclamata repubblica di Transnistria. È compreso nel distretto di Dubăsari.

## Località
Il comune è formato dall'insieme delle seguenti località:
- Doibani I (Dojbany I - Дойбаны I)
- Doibani II (Dojbany II - Дойбаны II)
- Coicova (Kojkovo - Койково).